# José Asmitia 3.ª Ampliación
José Asmitia 3.ª Ampliación es una localidad del municipio de Centro ubicado en la subregión centro del estado mexicano de Tabasco.

## Geografía
La localidad de José Asmitia 3.ª Ampliación se sitúa en las coordenadas geográficas 18°12′01″N 92°49′34″O / 18.200278, -92.826111, a una elevación de 1 metro sobre el nivel del mar.

## Demografía
Según el Conteo de Población y Vivienda 2020, efectuado por el Instituto Nacional de Estadística y Geografía, la localidad de José Asmitia 3.ª Ampliación tiene 40 habitantes, de los cuales 22 son del sexo masculino y 18 del sexo femenino. Su tasa de fecundidad es de 3.21 hijos por mujer y tiene 8 viviendas particulares habitadas.
| Gráfica de evolución demográfica de José Asmitia 3.ª Ampliación entre 2000 y 2020 |
|                                                                                   |
| INEGI.                                                                            |